# Коллийн, Людвиг
Людвиг Коллийн (Кольин, швед. Ludvig Collijn; 20 ноября 1878, Стокгольм — 4 октября 1939, там же) — шведский шахматист, шахматный теоретик, общественный деятель, меценат. Руководил Шведской шахматной федерацией с 1917 по 1939 год. Лучший результат в соревнованиях: Стокгольм (1897) — 7—8-е место.
Совместно с братом Густавом был автором популярного шахматного учебника «Леробок и схак» (1896). Четвёртое издание, в написании которого приняли участие Рубинштейн, Рети, Шпильман, Нимцович, было «популярным справочным источником для сильных игроков в период между двумя мировыми войнами».

## Книги
- A. Anderssen, 151 partier, Stockh., 1918;
- Larobok i schack, 4 uppl., Stockh., 1921 (соавтор).